# Divisiones Regionales Femeninas de la Región de Murcia 2022-23
Las divisiones regionales de fútbol femenino son las categorías de competición futbolística de más bajo nivel en España, en las que participan deportistas amateur, no profesionales. En la Región de Murcia su administración corre a cargo de la Federación de Fútbol de la Región de Murcia. Inmediatamente por encima de estas categorías está la Primera Nacional Femenina de España.
En la temporada 2022-2023 las divisiones regionales se dividen en Autonómica Preferente Femenina y Primera Autonómica Femenina. El primer clasificado de Autonómica Preferente Femenina promociona directamente a la Primera Nacional Femenina de España.

## Autonómica Preferente Femenina
La temporada 2022-2023 de la Autonómica Preferente Femenina comenzó el 9 de octubre de 2022 y terminó el 30 de abril de 2023.
|  |     | Equipos de fútbol           | PJ | G  | E | P  | GF  | GC  | Dif  | Pts |
|  | --- | --------------------------- | -- | -- | - | -- | --- | --- | ---- | --- |
|  | 1.  | Alhama Club de Fútbol B     | 26 | 22 | 2 | 2  | 105 | 15  | +46  | 68  |
|  | 2.  | UD Águilas Femenino         | 26 | 20 | 3 | 3  | 89  | 22  | +67  | 63  |
|  | 3.  | SMX Athletic Club de Murcia | 26 | 19 | 3 | 4  | 94  | 18  | +76  | 60  |
|  | 4.  | Unión Molinense CF          | 26 | 18 | 4 | 4  | 124 | 24  | +100 | 58  |
|  | 5.  | CFF Los Alcázares           | 26 | 17 | 3 | 6  | 84  | 35  | +49  | 54  |
|  | 6.  | Fútbol Club Cartagena       | 26 | 16 | 3 | 7  | 78  | 32  | +46  | 51  |
|  | 7.  | Peña Madridista de Lorca CD | 26 | 12 | 5 | 9  | 90  | 44  | +46  | 41  |
|  | 8.  | Mazarrón Féminas            | 26 | 10 | 6 | 10 | 62  | 33  | +29  | 27  |
|  | 9.  | EF Dolorense                | 26 | 8  | 3 | 15 | 35  | 89  | -54  | 18  |
|  | 10. | CD Zeneta Femenino          | 26 | 8  | 3 | 17 | 34  | 73  | -39  | 25  |
|  | 11. | Yecla CF                    | 26 | 6  | 2 | 18 | 34  | 112 | -78  | 20  |
|  | 12. | CAP Ciudad de Murcia B      | 26 | 3  | 3 | 20 | 18  | 98  | -80  | 12  |
|  | 13. | Club Bosco de Cieza         | 26 | 2  | 3 | 15 | 35  | 89  | -54  | 9   |
|  | 14. | AD Ceutí Atlético           | 26 | 0  | 1 | 25 | 1   | 104 | -103 | -2  |

Pts = Puntos; PJ = Partidos Jugados; G = Partidos Ganados; E = Partidos Empatados; P = Partidos Perdidos; GF = Goles Anotados; GC = Goles Recibidos
|  | Ascenso a Primera Nacional Femenina de España                |
|  | Desciende a Primera Autonómica Femenina                      |
|  | Retirado de la competición durante el transcurso de la misma |

## Primera Autonómica
La temporada 2022-2023 de la Primera Autonómica Femenina de la Región de Murcia comenzó el 9 de octubre de 2022 y terminó el 30 de abril de 2023.

### Grupo I
|  |     | Equipos de fútbol             | PJ | G  | E | P  | GF  | GC  | Dif  | Pts |
|  | --- | ----------------------------- | -- | -- | - | -- | --- | --- | ---- | --- |
|  | 1.  | SMX Athletic Club de Murcia C | 26 | 22 | 3 | 1  | 110 | 10  | +100 | 69  |
|  | 2.  | Alcantarilla FC               | 26 | 19 | 2 | 5  | 101 | 31  | +70  | 59  |
|  | 3.  | CFF Los Alcázares B           | 26 | 16 | 6 | 4  | 85  | 36  | +49  | 54  |
|  | 4.  | Atlético Pinatarense          | 26 | 14 | 5 | 7  | 77  | 40  | +37  | 47  |
|  | 5.  | CFB Totana                    | 26 | 14 | 3 | 9  | 77  | 57  | +20  | 45  |
|  | 6.  | P. Atlético Sangonera         | 26 | 13 | 4 | 9  | 54  | 58  | -4   | 43  |
|  | 7.  | Alhama Club de Fútbol C       | 26 | 13 | 2 | 11 | 65  | 48  | +17  | 41  |
|  | 8.  | Fútbol Club Cartagena B       | 26 | 12 | 4 | 10 | 41  | 45  | -4   | 40  |
|  | 9.  | EF Dolorense B                | 26 | 13 | 0 | 13 | 57  | 55  | +2   | 39  |
|  | 10. | EF Esperanza V. Caridad       | 26 | 9  | 3 | 14 | 45  | 53  | -8   | 30  |
|  | 11. | CD Bala Azul Femenino         | 26 | 7  | 5 | 14 | 29  | 46  | -17  | 24  |
|  | 12. | Algezares UD                  | 26 | 5  | 2 | 19 | 34  | 78  | -44  | 17  |
|  | 13. | Unión Molinense C             | 26 | 3  | 2 | 21 | 28  | 117 | -89  | 8   |
|  | 14. | UD Águilas Femenino B         | 26 | 1  | 1 | 24 | 26  | 155 | -129 | 4   |

Pts = Puntos; PJ = Partidos Jugados; G = Partidos Ganados; E = Partidos Empatados; P = Partidos Perdidos; GF = Goles Anotados; GC = Goles Recibidos
|  | Ascenso a Autonómica Preferente Femenina                         |
|  | Ascenso a Autonómica Preferente Femenina (Mejor 2º ambos grupos) |

### Grupo II
|  |     | Equipos de fútbol             | PJ | G  | E | P  | GF  | GC  | Dif | Pts |
|  | --- | ----------------------------- | -- | -- | - | -- | --- | --- | --- | --- |
|  | 1.  | SMX Athletic Club de Murcia B | 24 | 19 | 2 | 3  | 71  | 14  | +57 | 59  |
|  | 2.  | Unión Molinense B             | 24 | 19 | 1 | 4  | 107 | 25  | +82 | 58  |
|  | 3.  | FB Calasparra                 | 24 | 17 | 3 | 4  | 124 | 37  | +87 | 54  |
|  | 4.  | Muleño Club de Fútbol         | 24 | 15 | 3 | 6  | 78  | 36  | +42 | 48  |
|  | 5.  | AC Caravaca                   | 24 | 13 | 3 | 8  | 82  | 33  | +49 | 42  |
|  | 6.  | Real Murcia CF B              | 24 | 11 | 3 | 10 | 46  | 46  | 0   | 36  |
|  | 7.  | Club Deportivo Plus Ultra     | 24 | 9  | 5 | 10 | 44  | 66  | -22 | 32  |
|  | 8.  | CD Zeneta Femenino B          | 24 | 9  | 4 | 11 | 47  | 76  | -29 | 31  |
|  | 9.  | ADYC El Puntal                | 24 | 8  | 4 | 12 | 52  | 105 | -53 | 28  |
|  | 10. | Jumilla ACF                   | 24 | 5  | 7 | 12 | 41  | 64  | -23 | 22  |
|  | 11. | E.F. Femenino de Murcia       | 24 | 6  | 2 | 16 | 37  | 61  | -24 | 20  |
|  | 12. | Cotillas C.D.                 | 24 | 3  | 2 | 19 | 25  | 113 | -88 | 11  |
|  | 13. | CD Veteranos Alguazas C.F.    | 24 | 1  | 3 | 20 | 20  | 98  | -78 | 6   |

Pts = Puntos; PJ = Partidos Jugados; G = Partidos Ganados; E = Partidos Empatados; P = Partidos Perdidos; GF = Goles Anotados; GC = Goles Recibidos
|  | Ascenso a Autonómica Preferente Femenina                         |
|  | Ascenso a Autonómica Preferente Femenina (Mejor 2º ambos grupos) |